# Waidhofen an der Ybbs

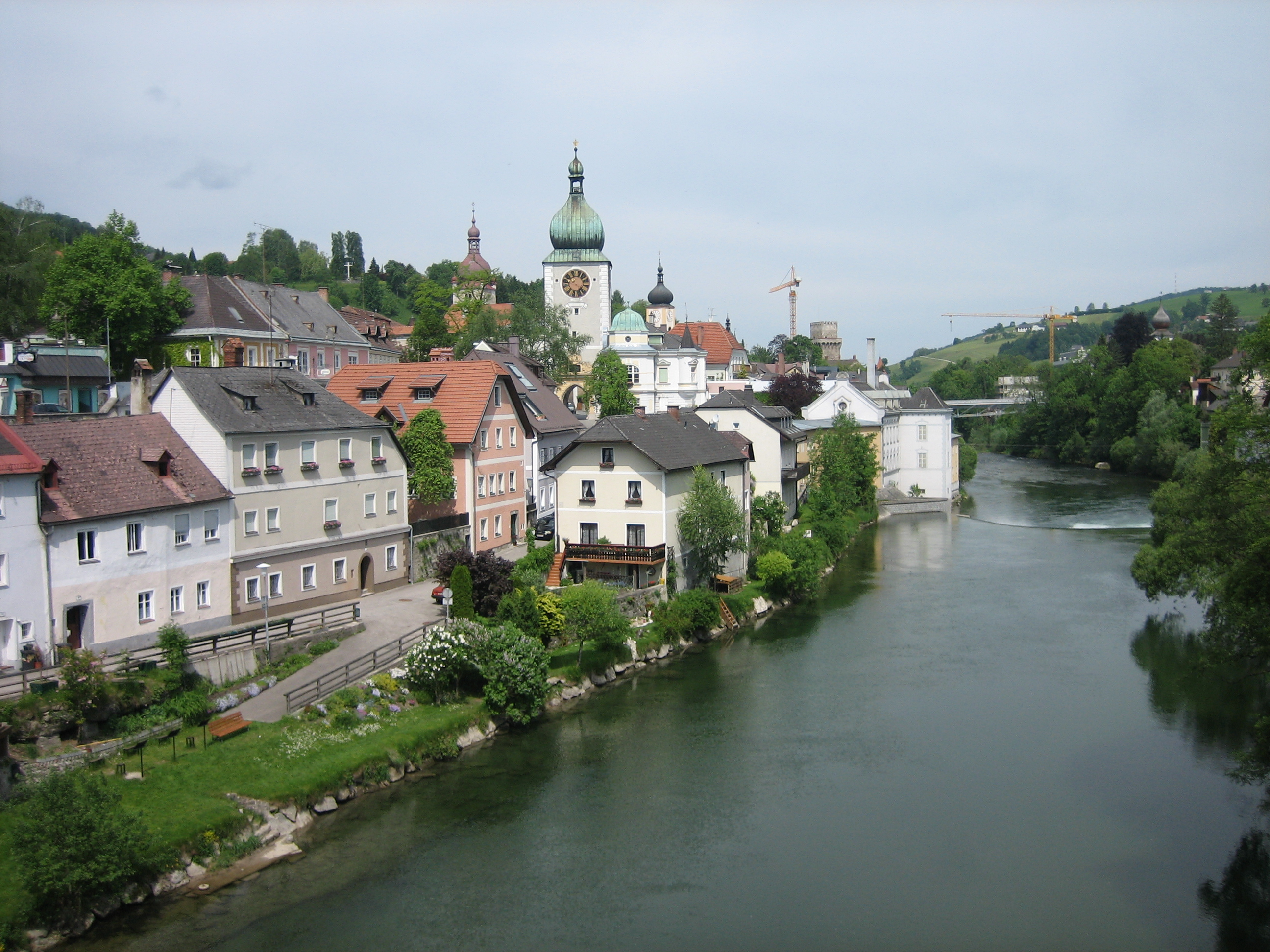
Den gamla staden vid floden Ybbs.

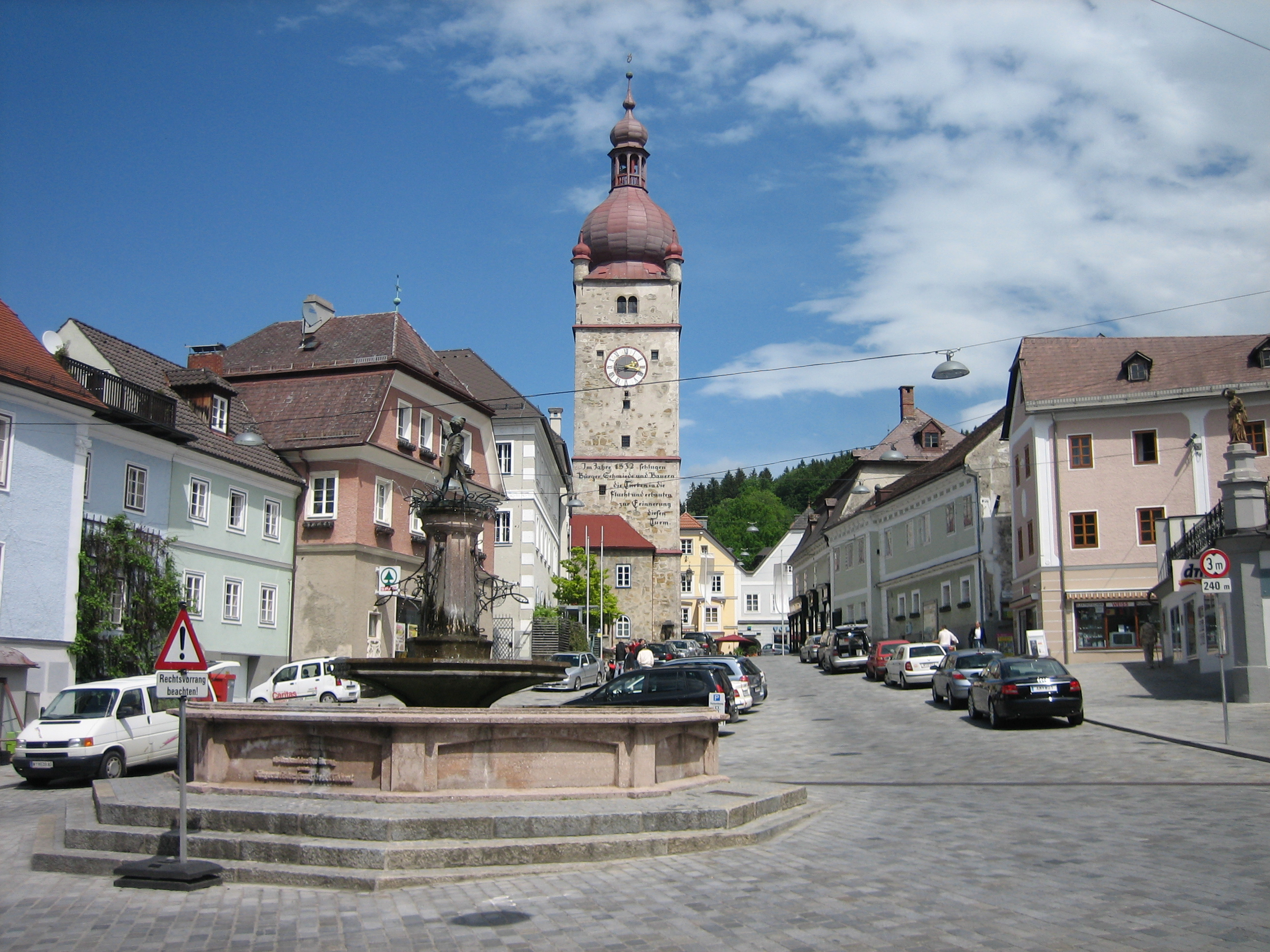
Torget med stadstornet.

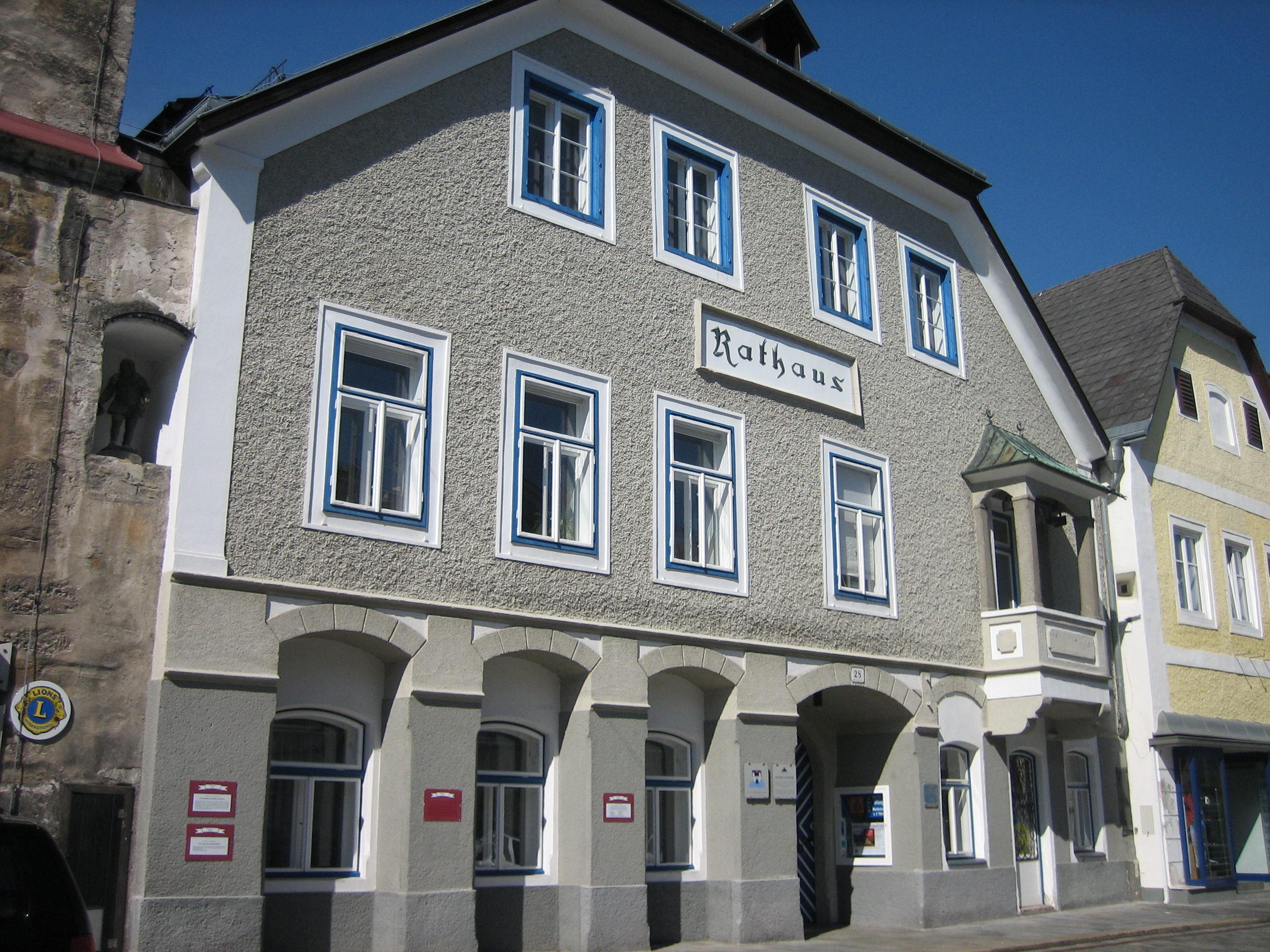
Rådhuset.

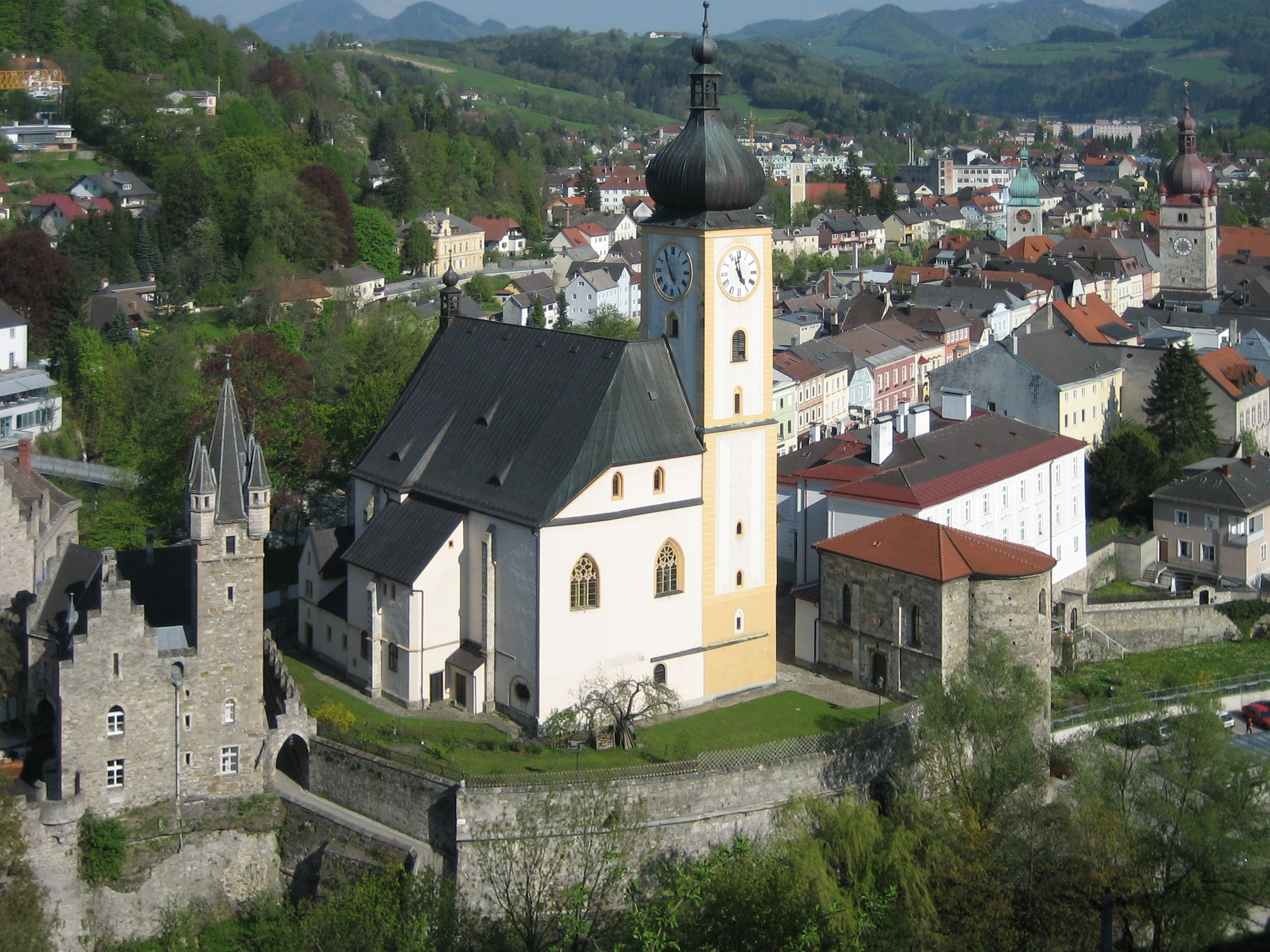
Stadskyrkan.

Waidhofen an der Ybbs är en stad i det österrikiska förbundslandet Niederösterreich. Staden är belägen i Ybbsdalen i sydvästra Niederösterreich vid gränsen till förbundslandet Steiermark. Waidhofen är en stad med egen statut, vilket innebär att den inte ingår i något distrikt. utan sköter även distriktsuppgifterna.

## Kommunens sammansättning
Kommunen består av 10 orter (Ortschaften) (inom parentes invånarantal 1 januari 2024):

- Konradsheim (613)
- Kreilhof (297)
- Rien (602)
- St. Georgen in der Klaus (548)
- St. Leonhard am Wald (477)
- Waidhofen an der Ybbs (3 637)
- Windhag (1 713)
- Wirts (557)
- Zell-Arzberg (1 514)
- Zell-Markt (1 166)

## Historia
Waidhofen an der Ybbs omnämndes för första gången 1186 i ett skriftligt dokument. 1215 användes för första gången benämningen forum (motsvarande köping). Då tillhörde området biskopsdömet Freising. Under de följande årtiondena byggdes orten ut och befästes. 1273 omnämndes Waidhofen som civitas, det vill säga stad.
Efter en konflikt mellan huset Habsburg och biskopsdömet Freising i vars förlopp Waidhofen ockuperades 1360 flyttade biskopsdömets fogder till Waidhofen som blev förvaltnings- och domstolssäte. Mellan 1390 och 1410 moderniserades befästningen. Bland annat byggdes 13 försvarstorn längs stadsmuren.
Redan på 1100-talet hade man börjat att bryta järnmalm på Erzberg i Steiermark. I Waidhofen som låg vid korsningen av två dåtida handelsvägar, varav en från Steiermark, uppstod snart smedjor. Waidhofen utvecklades under 1300- och 1400-talen med ca 200 smedjor till ett av de viktigaste centrumen för järnbearbetning. Vid den här tiden byggdes den sengotiska stadskyrkan.
1490 belägrades staden av ungerska trupper. Belägringen upphävdes dock efter den ungerska kungens plötsliga frånfälle. 1532 härjade osmanska trupper i området. Ett uppbåd på 500 beväpnade som Waidhofen ställde lyckades med att slå osmanerna på flykt. Med det rikliga bytet som togs bekostades sedermera påbyggnaden av det 50 m höga stadstornet. Ödesdiger för staden däremot blev motreformationen. Reformationen hade tidigt fått fäste i Waidhofen och mot slutet av 1500-talet var staden till största del protestantisk. 1587/88 avsattes det protestantiska stadsrådet och runt 1600 genomfördes rekatoliseringen kompromisslöst. Nästan halva stadsbefolkningen, däribland många smedsfamiljer, fick lämna staden. Det ledde till en ekonomisk nedgång. 100 år senare stod fortfarande 87 hus tomma i staden. Under 1700-talet övergick man till produktionen av liar och satsade på livsmedelproduktion för gruvområdet vid Erzberg.
1803 slutade biskopsdömet Freisings herravälde över Waidhofen och staden tillföll huset Habsburg. 1809 fick Waidhofen försörja en fransk armé på 40 000 man under åtta månader. Efter Napoleonkrigen kom lieproduktionen i kris. Den börjande industrialiseringen förvärrade situationen eftersom den småskaliga järnindustrin i alpdalarna konkurrerades ut av stora fabriker vid nybyggda järnvägar. Det gjordes några räddningsförsök, till exempel grundades en lär- och försöksinstitution för metallbearbetning 1890 och 1896-99 byggdes Ybbstalbanan, en smalspårig järnväg.
Under 1800-talet revs även de gamla befästningsanläggningarna som hade förfallit. 1868 flyttades distriktsförvaltningen från Waidhofen till Amstetten. I gengäld blev Waidhofen autonom stad med egen statut.
Anslutningen till järnvägsnätet gynnade turismen och Waidhofen blev sommarvistelse. Staden blev också en viktig skolstad.

## Stadsbild och sevärdheter
Waidhofens historiska stadscentrum är väl behållet. Bostadshusen är oftast senmedeltida med gotiska innergårdar och arkadgångar. Fasaderna däremot härstammar mestadels från början på 1800-talet och är i biedermeier, nyrenässans och nybarock.
Av de medeltida befästningarna är bara litet kvar, som exempelvis murarna kring stadskyrkan, tornet till det gamla tyghuset, Ybbstor, en före detta stadsport, och tre torn som delvis är ombyggda.

### Byggnader
- Rådhuset består av flera gotiska hus med enhetlig fasad som skapades under NS-tiden (1942); Vvd en renovering 1994 frilades medeltida byggstrukturer i innergården
- Stadskyrkan, en sengotisk kyrka (1470-1510) med tillbyggt barockt Mariakapell (1715). Inventarierna är delvis från byggtiden, som till exempel altaret, träporten med mera.
- Lutherturm, ett sengotiskt försvarstorn vid kyrkan som användes som kapell och senare som tyghus.
- Stadstornet, stadens 50 m höga symbol, som byggdes ut och på med bytet efter de osmanska strövskaror som fördrevs 1532 från området
- Mariakolonnen, en barock kolonn
- Ybbstor, den enda bevarade medeltida stadsporten med torn
- Bürgerspitalkyrkan, en sengotisk kyrka från mitten av 1400-talet med barocktorn (1777). Kyrkan hörde till det utanför staden belägna lasarettet som hade grundats redan 1274. Kyrkan används av både katoliker och protestanter.
- Slottet Waidhofen, en gammal borg från 1300-talet som byggdes om till ett nygotiskt slott 1881. Slottet inhyser bland annat stadsmuseet.

### Museer
- 5e-Museum, Waidhofens stadsmuseum i slottet Waidhofen
- Etnologisk samling Piaty, privatmuseum med 2500 föremål från regionen
- kraftverksmuseum Schwellöd, ett gammalt kraftverk intill ett modernt, som också kan beses.

## Näringsliv
1999 fanns det 420 land- och skogsbruk i kommunen. Boskapsskötsel dominerar. Eftersom de flesta lantbruk är små sköts de mest som bisyssla. Andelen biologiska lantbruk uppgår till 50% vilket är långt över genomsnittet för Österrike.
2001 fanns det 517 företag med 5 741 arbetstagare i kommunen (förutom land- och skogsbruk), de flesta små och medelstora. Arbetslösheten ligger under genomsnittet för Niederösterreich.
Turism har en viss betydelse för stadens näringsliv.

## Kommunikationer
Genom Waidhofen an der Ybbs går riksvägen B121 (Amstetten – Weyer-Markt. I Waidhofen ansluter B31 som går längs Ybbsdalen till Göstling an der Ybbs.
Waidhofen ligger vid järnvägen Amstetten – Selzthal. Från Waidhofen utgår Ybbstalbanan, en smalspårig järnväg till Lunz am See respektive Ybbsitz med reguljär trafik och museitåg med ånglok på sommaren.

## Vänorter
- Freising, Tyskland
- Laatzen, Tyskland
- Möhringen an der Donau, Tyskland